# Telenassa elaphiaea
Telenassa elaphiaea är en fjärilsart som beskrevs av William Chapman Hewitson 1868. Telenassa elaphiaea ingår i släktet Telenassa och familjen praktfjärilar. Inga underarter finns listade i Catalogue of Life.